# Бяла мармозетка
Бялата мармозетка (Mico leucippe) е вид бозайник от семейство Остроноктести маймуни (Callitrichidae). Видът е световно застрашен, със статут Уязвим.

## Разпространение
Разпространен е в Бразилия (Пара).